# Nuvolento
Nuvolento là một đô thị thuộc tỉnh Brescia trong vùng Lombardia ở Ý. Đô thị này có diện tích km², dân số người.
Đô thị này giáp với các đô thị sau: Bedizzole, Nuvolera, Paitone, Prevalle, Serle.